# ناکا-کو، هاماماتسو
ناکا-کو، هاماماتسو (به لاتین: Naka-ku, Hamamatsu) یک منطقهٔ مسکونی در ژاپن است که در هاماماتسو واقع شده‌است. ناکا-کو ۴۴٫۲۳ کیلومترمربع مساحت و ۲۳۶٬۸۹۶ نفر جمعیت دارد.